# Сад Алиага Вахида
Сад Алиага Вахида (азерб. Əliağa Vahid bağı) — маленький сквер в историческом районе Баку Ичери-Шехер. Примыкает к улице Кичик Гала.

## История

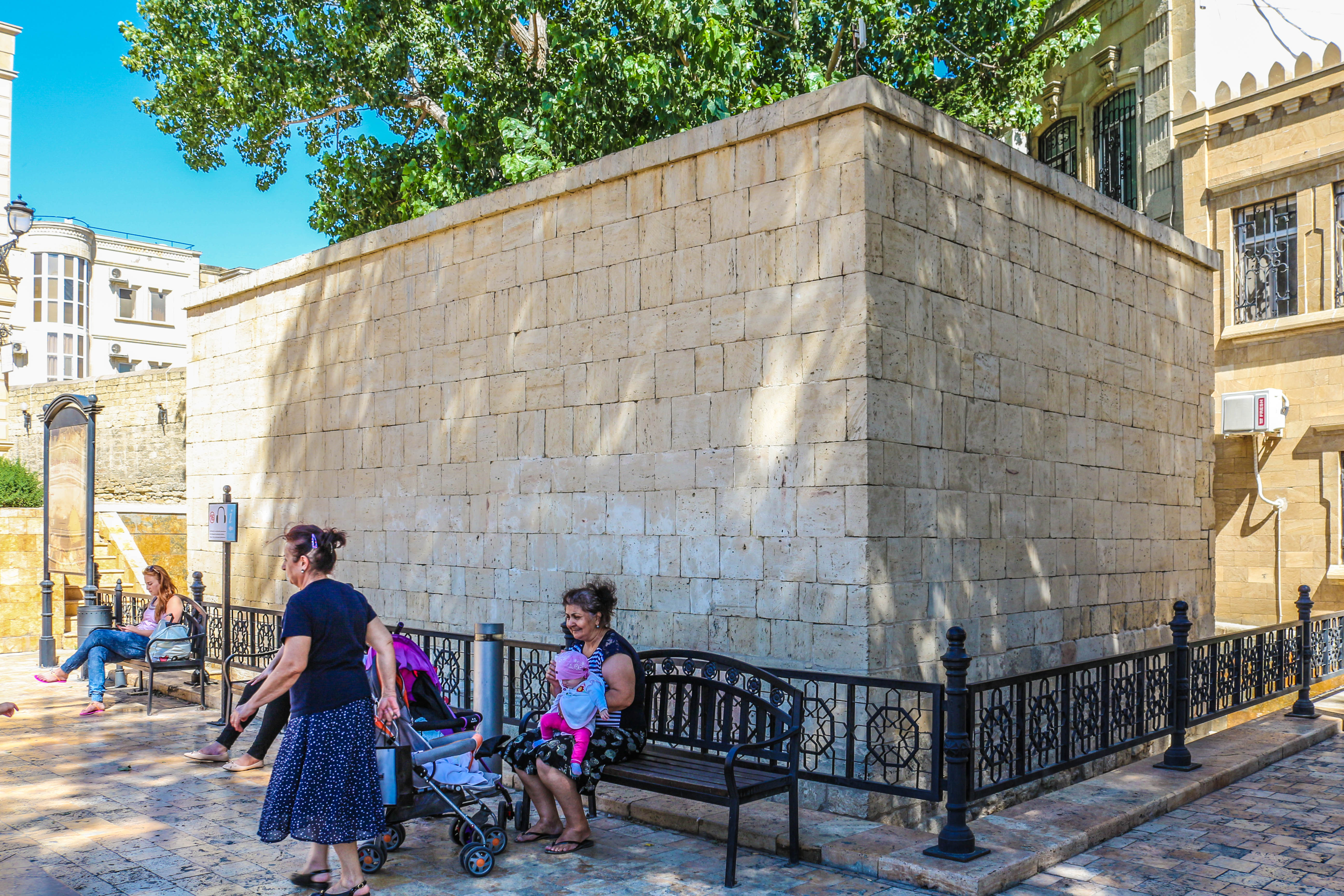
Чин мечеть

Название сада закрепилось за этим местом после установки в нём бюста классика азербайджанской литературы поэта Алиага Вахида. Первоначально, в 1990 году, бюст был установлен в парке, известном ранее как Михайловский или Губернаторский сад — одном из старейших парков в Баку. С южной стороны площадь того сада ограничивала улица Ниязи, с северной стороны — станция метро «Ичери-шехер», с западной — улицей Истиглалият, а с восточной — крепостная стена старой части города Ичери-шехер.
В 2009 году бюст Алиага Вахида был перенесён в Ичери Шехер, а бывший Губернаторский сад стал носить название «Сад Филармонии» по расположенной в нём Бакинской филармонии, название «Сад Алиага Вахида» закрепилось за новым местом.

## Достопримечательности
YAY!Gallery
Чин мечеть (открыта нумизматическая выставка)